# Kaimar Karu

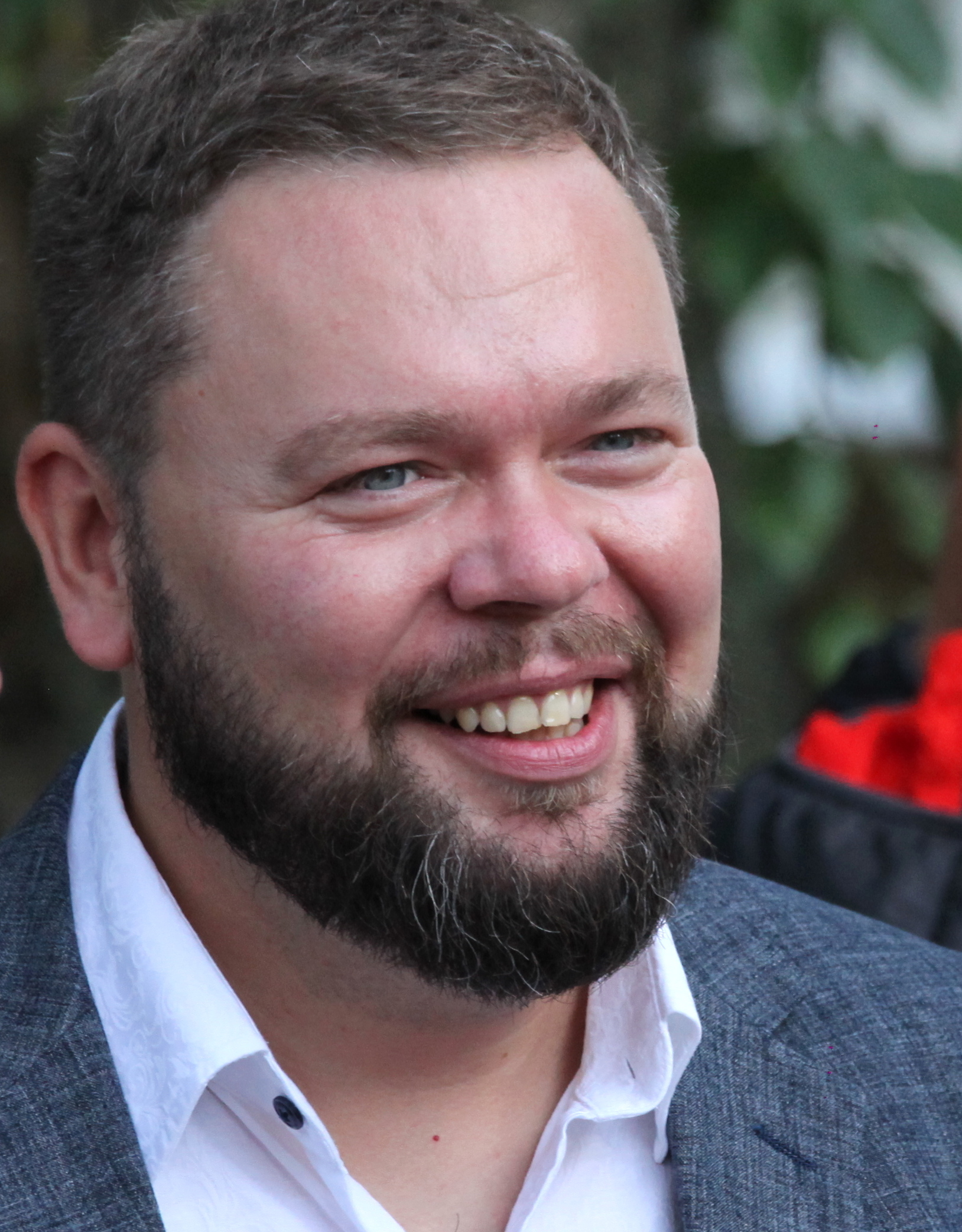
Kaimar Karu, 2021

Kaimar Karu (* 30. Juni 1980) ist ein estnischer IT-Spezialist und Unternehmer. Vom 7. November 2019 bis 20. April 2020 war er Minister für Außenhandel und Informationstechnologie der Republik Estland im Kabinett Ratas II.

## Leben
Kaimar Karu studierte Philosophie an der Universität Tartu, wo er 2010 seinen Master-Abschluss machte. Er hatte sich bereits seit Ende der 1990er Jahre als IT-Spezialist und Unternehmer in Estland einen Namen gemacht. 2000 stieg er als Softwareentwickler bei einem estnischen Konzern ein. 2002 gründete er sein eigenes Unternehmen, ARTAXIS, dessen technischer Leiter er gleichzeitig wurde. Ab 2004 war Karu bei verschiedenen IT-Firmen angestellt, unter anderem von 2010 bis 2014 beim Instant-Messaging-Dienst Skype. Von 2014 bis 2017 war Karu Leiter der Strategie-Abteilung des Londoner Unternehmens Axelos Ltd. Seit 2017 ist er Eigentümer des 2008 gegründeten estnischen Unternehmens Mindbridge, das sich auf Anwendungs-Programmierung spezialisiert hat.

### Tätigkeit als Minister
Nachdem die bisherige Ministerin für Außenhandel und Informationstechnologie Kert Kingo von der rechtspopulistischen Estnischen Konservativen Volkspartei (Eesti Konservatiivne Rahvaerakond – EKRE) Ende Oktober 2019 von ihrem Amt zurücktreten musste, da sie gegenüber dem Parlament falsche Angaben gemacht hatte, trat Karu am 7. November 2019 ihre Nachfolge an. Als von der EKRE nominierter Minister, der er selber aber nie angehörte, entwickelten sich schnell Spannungen zwischen ihm und der Partei. Dies ging schließlich so weit, dass der Vorsitzende der EKRE, Mart Helme, ihn nach nur wenigen Monaten im Amt abberufen ließ.